# バーデン大公国邦有鉄道IVf型蒸気機関車
バーデン大公国邦有鉄道IVf型蒸気機関車（バーデンたいこうこくほうゆうてつどうIVfがたじょうききかんしゃ、ドイツ語: Badische IV f）は、バーデン大公国邦有鉄道が保有した車軸配置2'C1'（パシフィック）の急行用テンダー蒸気機関車である。
1907年から1913年にかけて4回に分けて合計35両が製造された。
本形式はドイツで最初に軸配置をパシフィックとした蒸気機関車であり、アルフレッド・ドゥ・グレーン(Alfred De Glehn考案のドゥ・グレーン(De Glehn)式複式4気筒機であるフランスのパリ・オルレアン鉄道4500型に続き、ヨーロッパでは2番目に実用化されたものであった。
後にドイツ国内の各邦有鉄道を統合してドイツ国営鉄道（ドイツ国鉄）が成立した際には、各邦有鉄道から編入されたパシフィック機群において王立ザクセン邦有鉄道XVIII H型（ドイツ国鉄18.0形）、王立ヴュルテンベルク邦有鉄道C型（ドイツ国鉄18.1形）に続く第3グループとされ、18.2形という形式名を与えられた。

## 製造経緯
20世紀に入ると、各国の鉄道ではボギー車の実用化などに伴う車両の大型化や輸送需要の増大などにより、従来よりも大きく強力、かつ高速運転可能な機関車が求められるようになった。
その潮流はドイツにおいても同様で、南部に位置し石炭の入手条件の悪いバーデン大公国でも、大公フリードリヒ1世の自由主義的経済振興政策推進や地域開発・軍事輸送を目的とした鉄道網の整備推進もあって国内の機関車需要は急増し続け、従来より高性能な機関車が必要とされるようになった。このため、当時バーデン大公国邦有鉄道で機関車製造担当官を務めていたアレクサンドル・クールタン(Alexander Cortin)と、隣国バイエルンの首都ミュンヘンに所在した有力機関車メーカー、J.A.マッファイの製造部長であったアントン・ハンメル (Anton Hammel 1857 - 1925)らが協力し、1902年にドイツ初の大型急行用機関車とされるフォン・ボーリース(von Borris)式複式4気筒テンダー機（軸配置2'B1'）のIId型が開発された。
この機関車はボイラーから発生する蒸気をシリンダーへ送り込んだ後、そのまま煙突から排出してしまう単式ではなく、シリンダーからの排気を回収し別の低圧シリンダーへ送り込んで再利用することで炭水消費率の低減をねらった複式が採用され、2,100 mm径の大動輪を採用したこともあって最高速度144km/hを記録、J.A.マッファイの本国であるバイエルンの邦有鉄道にもほぼそのままの設計でS2/5型（後のドイツ国鉄14.1形）として1904年に10両が採用されるほどの成功を収めた。
だが、この強力かつ高速な機関車であっても、急ペースで増大し続ける列車重量に対応することは難しく、そのためより強力な機関車を求めるバーデン大公国邦有鉄道は1905年にIId型に代わるべき急行用新型機関車の公開設計コンペティションを開催した。
このコンペティションに参加したJ.A.マッファイは実績のあるIId型の基本設計をベースとしつつ、当時機関車設計で先進国となりつつあったアメリカの最新技術や流行を導入し、動軸を1軸追加し軸配置2'C1'として強固な棒台枠を採用した機関車を提出、最終的にこのコンペティションの勝者となった。
もっとも、斬新な設計を多数盛り込んだ結果、この新型機の具体設計は遅れ、実際の車両製造開始は1907年にずれこんだ。しかも、J.A.マッファイ自身は3両の試作車を受注するに留まり、続く量産車32両は同社からライセンスを受けたバーデン大公国国内の車両メーカーであるカールスルーエ機械製造が受注、1909年・1912年・1913年と3回に分けて製造・納品されている。
本形式はその高性能と優美な外観形状によって好評を博し、設計を担当したJ.A.マッファイは以後その設計を基本として動輪径を1,870 mmあるいは2,000 mmへ拡大、ボイラーの設計を改良したS3/6型（後のドイツ国鉄18.4形・18.5形）を王立バイエルン邦有鉄道のために設計、これはドイツ国鉄時代になってなおも追加製作が実施されて総数159両に達し、長期間にわたって幹線系の代表的優等列車牽引に充当されるというドイツの蒸気機関車史上でも有数の成功作となった。さらに、本形式の設計にS3/6型などでの経験がフィードバックされ、弁装置やシリンダーレイアウトなどを見直し、動輪径を2,100 mmに拡大した高速運転対応仕様の複式4気筒機であるIVh型（後のドイツ国鉄18.3形）が1918年にやはりJ.A.マッファイによってバーデン大公国邦有鉄道のために設計されている。こちらは生産数が20両に留まったものの、ドイツ国鉄統合後にS3/6型と共に特急「ラインゴルト」の牽引機として抜擢されるなど、当時のドイツを代表する高速旅客列車用蒸気機関車の一つとなっている。
このように、本形式の設計とその成功はドイツの蒸気機関車設計の歴史において重要な位置を占め、1961年にドイツ国営鉄道（東ドイツ側の国鉄）が、戦前にヘンシェルヴェーグマンと呼ばれる軽量高速列車牽引専用機として設計された61形タンク機を改造して高速旅客列車牽引用テンダー機へ改造した際には、ドイツ最初のパシフィック機を記念して本形式のトップナンバーと同じ18 201と付番されている。

## 構造

### ボイラー
ボイラーはこの種の大型蒸気機関車で一般的な3缶胴構成の煙管式ボイラーで、リベットで接合・組み立てされている。
火格子面積は4.5平方メートルで、IId型の設計を踏襲しつつ面積を約16パーセント拡大し、十分な火床面積を確保するため、動輪後方の台枠上に火室を置いた広火室構造を採用している。そのため本形式はIId型と同様、従輪の設置が不可避となっている。火室の前部と後部の壁は、大型火室を設置したことで後方へずれた重心の前後位置を前に寄せるために上部が前方へ倒れ込むように傾斜したデザインとなっている。ボイラー使用圧力は16気圧で、この値もIId型と同一である。
ボイラーの蒸発伝熱面積は208.7平方メートルで、額面上IId型（蒸発伝熱面積210平方メートル）よりも若干低い値となっている。これは飽和式ボイラーを搭載していたIId型と異なり、本形式製作開始の前年にあたる1906年に1両が試作された王立バイエルン邦有鉄道S2/6型蒸気機関車より採用が始まった、当時最新のシュミット式過熱器を搭載、ボイラー缶胴部を前後に貫通する煙管が直径の大きな大煙管と従来通りの直径の小煙管に区分され、大煙管の中を過熱管が往復するように設計変更されたためで、過熱伝熱面積は50平方メートルとなっている。
ボイラー前部には蒸気ドームと砂箱が隣接して設置されており、一体のケーシングに納められている。また、煙突は単純なパイプ煙突で、煙室扉はIId型と同様に円錐形のやや尖った形状のものが取り付けられ、ボイラーとシリンダーブロックには光沢のある板金の覆いが付けられている。広火室を採用したこともあってボイラー中心高さは2,820 mmで、かなり高い重心設計となっている。

### シリンダー
直径425 mm、行程610 mmの高圧シリンダーを台枠内側に、直径650 mm、行程670 mmの低圧シリンダーを台枠外側にそれぞれ配置する、4気筒構成を採る。
これらのシリンダーは設計当時としては画期的な一体鋳造による鋳鋼製シリンダーブロックに納められており、強固な棒台枠と組み合わせることで高い剛性を確保し、後述する比較的小直径の動輪を高速回転させるのに必要な、シリンダーの高速動作を可能としている。本形式では4つのシリンダーすべてが第2動輪を主動輪とし、各シリンダーに連結されたメインロッドから、第2動輪に備えられたクランク軸を介してシリンダーの往復運動が回転運動へ変換され、さらに第2動輪の左右外側クランクピンに外側シリンダーのメインロッドと共に連結されるサイドロッドを介して、前後の第1動輪と第3動輪へ動力を伝える構造となっている。

### 弁装置
弁装置はワルシャート式の一種であるホイジンガー式で、複式4気筒構成のため、通常はボイラーから台枠内側の高圧シリンダーに給気された蒸気が排気後、台枠外側の低圧シリンダーに給気され、さらにその排気が煙室からブラストノズルを経由して煙突へ送られる、という2段構成の複雑なスチームサーキットとなっている。また、弁装置には高圧シリンダーへの給気と同時に、これをバイパスして低圧シリンダーに直接高圧蒸気を流すことで起動時の牽引力増大を図る、マッファイが設計した起動装置が備えられている。

### 台枠
棒台枠は100 mm厚の圧延鋼板をくりぬいて形成したもので、3つの部品を溶接接合されている。
なお、本形式では第3動輪と従輪の間では釣り合い梁の支点を移動させることで、従輪の負担重量を調整可能になっており、これにより動輪負担重量を49.6トンから52.4トンに増加させることができた。ただし、1912年に納入された車両以降は、この機能が省かれている。

### 動輪
本形式はライン川沿いの平坦線だけでなく、オーデンヴァルトやシュヴァルツヴァルトの山岳線でも運用する必要があったため、所要の牽引力を確保する目的で動輪直径はIId型の2,100 mm径から300 mmも縮小され、1,800 mmとなった。
平坦線において計画されていた運転では、とても適していることが証明された。もっとも急行用蒸気機関車としては小さな動輪径ゆえに高回転数での運転を強いられ、これは機関車にとって大きな負担となり、しばしば故障の原因となった。結果として後継のIVh型では、最高運転速度を引き上げる必要もあったことから、動輪直径はIId型と同じ2,100 mmに戻された。

## 運用
本形式は平坦線では460トンの列車を牽引して110 km/hで走ることができ、また16.3パーミルの勾配区間においても194トンの列車を牽引して55 km/hで走ることができた。
バーデン大公国邦有鉄道時代は後継機種であるIVh型と共に幹線旅客列車牽引用の主力機として運用されたが、ドイツ国鉄は製造された本形式35両の中で22両のみを引き継ぎ、1925年に18.2形と改称した。各車の番号は以下の通り製造年ごとに区分して付与された。
- 18 201

1907年、J.A.マッファイ製。動軸重変更機能あり。
- 18 211 - 18 217

1909年、カールスルーエ機械製造製。動軸重変更機能あり。
- 18 231 - 18 238

1912年、カールスルーエ機械製造製。動軸重変更機能なし。
- 18 251 - 18 256

1913年、カールスルーエ機械製造製。動軸重変更機能なし。
本形式は構造が複雑で整備に手がかかることから、S3/6型やIVh型といったドイツ国鉄成立以前に独自設計された他のパシフィック機に比べてかなり早く、1930年までに運用を終了した。そのため本形式に保存車はなく、全車とも現存しない。